# Pożarowisko
Pożarowisko – telewizyjny film fabularny powstały na podstawie opowiadania z  Księgi ognia Stefana Grabińskiego, wyreżyserowany przez Ryszarda Bera. Zrealizowany w ramach telewizyjnej serii Opowieści niezwykłe.

## Fabuła
Zdun budujący w mieszkaniu klienta kominek opowiada niezwykłą historię, która wydarzyła się przed wielu laty. Pewien człowiek przybył z dużego miasta do miejscowości Kobryń w poszukiwaniu parceli, na której mógłby wybudować dom i się osiedlić. Kiedy znalazł takie miejsce, mieszkaniec Kobrynia przestrzegł go, że jest to miejsce przeklęte. Ogień trawi wszystko, co zostanie postawione w tym miejscu. Jednakże mężczyzna, niepomny przestróg i kpiący z przesądów, postanawia wybudować dom. Aby zabezpieczyć się przed ogniem, stawia ognioodporne stropy, zabezpiecza się sprzętem pożarowym oraz zakazuje używania ognia w domu. 
Na dwunaste urodziny syna gospodarze zapraszają gości. W kulminacyjnym momencie służąca wnosi tort ze świeczkami. Od palących się świeczek zapala się żyrandol, a później w niewytłumaczalny sposób ogień ukazuje się w różnych częściach budynku. Przerażeni goście uciekają, panu domu udaje się stłumić ogień. Rodzina uznaje jednak, że dom trzeba podpalić aby uwolnić ogień. Żywioł zwycięża.

## Obsada
- Alina Janowska – Rojecka
- Wiesław Michnikowski – Andrzej Rojecki
- Aleksandra Leszczyńska – matka Rojeckiego
- Zofia Merle – Marynia, gosposia Rojeckich
- Henryk Borowski – Warecki, kolega Rojeckiego
- Mieczysław Czechowicz – zdun Józef
- Jan Matyjaszkiewicz – mieszkaniec Kobrynia
- Kazimierz Rudzki – autor
- Małgorzata Leśniewska – gość Rojeckich
- Ryszard Pietruski – gość Rojeckich
- Jerzy Próchnicki – gość Rojeckich
- Wojciech Rajewski – mieszkaniec Kobrynia
- Zofia Streer - gość Rojeckich
- A. Skóra – Józio, syn Rojeckich